# Ђалонардо (Беневенто)
Ђалонардо је насеље у Италији у округу Беневенто, региону Кампанија.
Према процени из 2011. у насељу је живело 42 становника. Насеље се налази на надморској висини од 591 м.